# Zorilispiella rufipennis
Zorilispiella rufipennis là một loài bọ cánh cứng trong họ Cerambycidae.